# Fattiglapp
Fattiglapp var ursprungligen en benämning på de samer som inte ägde några renar. Dessa brukade antingen vara på resande fot eller samlas kring bebyggelse. På 1800-talet började ordet användas med betydelsen "fattig stackare".